# 王偁
王偁（1370年—1415年），字孟敭，一字孟扬，号虚舟，福建永福（今福州永泰縣）人，先祖為西夏人，祖姓唐兀氏。 明朝政治人物，閩中十才子之一。

## 生平
永乐初年，荐授翰林检讨。后来参加 《永乐大典》预修，为总裁官。因解缙牵连，死于狱中。

## 著作
王偁著有《虚舟集》。

## 家庭
父亲王翰。